# Gracias (novela)
Gracias es la segunda novela del escritor argentino Pablo Katchadjian. Fue publicada por primera vez en el año 2011 por la editorial Blatt & Ríos, y reeditada en 2015 y 2022.

## Sinopsis
El narrador de Gracias llega en un barco como prisionero a una isla y es vendido como esclavo.Las tareas innombrables a las que es sometido y la lucha por la liberación que encabeza son parte de la narración. Pero Gracias no es sintetizable en una trama: la experiencia de leerla revela que es tanto novela de aventuras como novela política, e incluso novela de ideas.[cita requerida]

## Recepción
Para el diario Infobae, Katchadjian es un de los "ocho escritores latinoamericanos que hay que leer". y "Libros como Gracias, Qué hacer, y La libertad total muestran a un autor en permanente búsqueda."
Según Página 12: "En Gracias y En cualquier lado, dos novelas cortas también publicadas por Blatt y Ríos, el autor propone una experiencia de lectura en donde si bien puede suceder casi cualquier cosa, al mismo tiempo la narración fluye de forma ordenada y precisa, encadenada y respetando la lógica de la causalidad. Se trata de un realismo de nuevo tipo, de una causalidad lisérgica en donde se respira una atmósfera que es al mismo tiempo turbia y cristalina, en donde conviven la fantasía del cuento de hadas con la guerra y la violencia moderna.".